# مجمع مسلمانان مجاهد
مجمع مسلمانان مجاهد یا جامعه مجاهدین اسلام یک گروه سیاسی ایرانی بود که در سال ۱۳۲۷ به رهبری سید ابوالقاسم کاشانی تشکیل شد. مجمع مسلمانان مبارز، بازوی نیرومند  کاشانی و نیروی عملگرای وی در عرصه سیاسی نهضت ملی شدن نفت بود و به واسطه پایگاه اجتماعی قدرتمند خود، توانایی بسیج مردم برای اعتصابات و تظاهرات خیابانی را داشت.

## پیشینه
مجمع مسلمانان مجاهد از سازمان‌ها و جریان‌های سیاسی است که در بستر حوادث بعد از شهریور ۱۳۲۰ ایجاد شد. پس از سقوط رضاشاه، نیروهای مذهبی که طی یک دوره طولانی سرکوب شده بودند، وارد میدان شدند. سید ابوالقاسم کاشانی از چهره‌های مؤثر در تحولات مذهبی-سیاسی این دوره بود که افزون بر انتقاد از دولت‌های وقت، با نفوذ بیگانگان و کنترل روزافزون آنان بر اوضاع ایران، مخالفت میکرد. بسیاری از سازمان‌ها، احزاب، جریان‌ها، و انجمن‌های مذهبی-سیاسی این دوره، تا حدودی با تأثیر از کاشانی شکل می‌گرفتند و با او در ارتباط بودند. طرح تأسیس یک جمعیت جدید به نام «مجمع مسلمانان مجاهد»، طرحی مشترک از سوی کاشانی، نواب صفوی و قنات‌آبادی بود.